# 楊玉梅
楊玉梅（英語：Strawberry Yeung Yuk Mui，1965年3月5日—），又名楊海翹，香港女演員，1990年《亞洲小姐競選》獲得季軍、「最上鏡小姐」及「完美體態」得主。出道於無綫電視，1990年暫借亞洲電視及參選當年的亞洲小姐競選。

## 背景
楊玉梅有二弟二妹，名字「玉梅」由其祖父所改。中學畢業後任職護士，1988年以兼職模特兒及特約演員身分出道。當時她一位任職廣告公司的朋友找她拍攝雪櫃廣告，結果使她獲得參演西洋電影的機會。後來留意到拍攝電影的待遇良好，楊於是一邊從事護士崗位，一邊參與卡啦OK音樂錄像錄影帶、廣告和電影的拍攝工作。直至工作漸增，唯有辭去護士一職，並專注在娛樂界發展。本來不喜歡選美，又不喜歡穿著泳裝站於人前的她在模特兒經紀公司為了一萬元提名報酬而堅持提名下，參選1990年亞洲小姐競選，最終於2000多人中脫穎而出，意外地入圍決賽。除了效力兩家免費電視台及從事電影業界外，她也是新西蘭華人之一。事緣她於1996年至1997年間，由於感到疲累，便暫時離開娛樂圈，轉往其他行業尋找出路。其時她的朋友建議她在飲食界大長拳腳，最後促使楊成為食肆「別府麵館」的老闆。未幾更成為新西蘭華人。另外，她也是日迦美容集團的東主。
雖然楊玉梅在商界另覓出路，她於2000年代仍有參演電影。正式復出前參演了由中國和美國共同投資製作的電影，並於2015年8月15日獲得「旧金山环球国际电影节」华语电影最佳女演员獎。。此前在2013年曾與羅霖、陳彥蓉、齊真晨一同遠赴法國、葡萄牙拍攝旅遊特輯《MissAsia25th瑰麗巡迴》，其中葡萄牙篇成為本港台2016年4月停播前的最後一個電視節目。她現時是無綫電視基本藝人合約，前邵氏兄弟藝員。復出的契機來自她發覺自己相隔多年仍有一定名氣，所以決定中美兩邊走。而加入無綫電視的原因來自2017年梅小青打算邀請她參與《宮心計2深宮計》一劇。但因為楊當年無暇接洽該項工作，遂未能應允。同年開始以旗下藝人身份在無綫電視拍攝電視劇。

## 其他資料
楊玉梅當年與眾前亞姐為亞視遠赴法國拍攝旅遊特輯《MissAsia25th瑰麗巡迴》時，準備欠充足，她們全不懂法語，去到當地沒有翻譯，去好多地方拍攝都沒有事前申請，所以只有偷拍。但最糟糕的是她們上車半路溝通有問題，被司機把行李拋出車外，被迫流浪街頭，最終要致電香港方面求助。
在政治立場上，楊玉梅亦有參與支持港版國安法的聯署。

## 演出作品

### 主持
- 1990年：《曾志偉騷足一晚》
- 1991年：《歷史也瘋狂》

- 1996年：《寰宇風情》（南澳洲特輯）、《康泰最緊要好玩之菲律賓特輯》

### 電視劇
- 《廉政行動2011》

- 1989年：《傅红雪传奇》、《司机大佬》、《公私三文治》飾第64集
- 1990年：《我本善良》飾第6集
- 1991年：《傲剑至尊》、《中環英雄》、《暴雨燃燒》、《还我今生》、《一千零异夜之护花实验》、《一千灵异夜之灵魂实验》、《一千灵异夜之血咒》
- 1992年：《摩登七十二家房客》、《仙鹤神针》、《烈火雄风》
- 1993年：《賭神秘笈'93》
- 1994年：《城中姊妹花》、《可憐天下父母心》、《碧血青天珍珠旗》、《广州教父》、《女干探》
- 1995年：《有房出租之桃花煞》飾Alice/Celia

- 1996年：《廉政行动组》、《绝地苍狼》
- 1997年：《刑事侦缉档案III》、《廉政追缉令》、《男人四十打功夫》
- 2018年：《特技人》飾嚴化冰
- 2019年《愛·回家之開心速遞》、《包青天再起風雲》飾劉嫦、飛虎之雷霆極戰、《牛下女高音》飾Lola
- 2020年《法證先鋒IV》飾潘卓菲、《機場特警》飾趙雅妍、《迷網》飾周恭夢蝶
- 2021年《十月初五的月光》飾文貴芳、《異搜店》飾吳玉玲
- 2022年《青春本我》飾Archie母、飛虎之壯志英雄、《回歸光影頌:曙光》、《回歸》飾嚴惠梅（梅姐）、《法證先鋒V》飾方穎兒
- 2023年：《你好，我的大夫》飾韓紋希
- 2024年：《黑色月光》飾范玉玲[9]

### 電影
- 1988年：《霹雳先锋》
- 1989年：《单身贵族》、《赌神》、《富貴开心鬼》
- 1990年：《无名家族》、《富贵兵团》、《龙凤茶楼》、《天若有情》
- 1992年：《吴三桂与陈圓圓》
- 1993年：《皆大欢喜》
- 1994年：《不扣钮的女孩》
- 1995年：《阳光地狱之人肉市场》、《95陀枪女警》、《城市炸弹》、《香港重案实錄之西环浮尸》、《广州杀人王之人皮日记》
- 1996年：《网上鬼妻》、《大内密探之灵灵性性》
- 1997年：《97家有喜事》(客串)
- 1998年：《追踪》、《勇探》、《迷色陷阱》
- 1999年：《夺命惊呼》、《古惑仔之极速风暴》、《布局》、《X档案之黑就是黑》、《古惑仔之再战边沿》、《古惑仔之冲出亚洲》
- 2000年：《铁男本色》、《社团之撚位》、《卧底》、《猛兽刑警》、《天神劫》、《辣手狂花》、《午夜惊情》
- 2001年：《香港强奸奇案之割喉》
- 2002年：《麻烦三角错》
- 2003年：《致命情网》
- 2007年：《城市炸弹》、《追踪》
- 2020年：《我想静静》

### 活動大使
- 2012-13年度:《(聯合國環境署)國際百萬森林計劃(包括十億樹木行動及地球植林計劃)植樹及護理活動》香港區植樹及護理大使之一

### KTV
- 1990年代：汪明荃《京華春夢》
- 1990年代：劉德華十全十美

## 外部連結
- 楊玉梅的Instagram帳戶
- 楊玉梅的新浪微博
- 楊玉梅在香港影庫上的簡介

| 前任： 趙靜儀 | 亞洲小姐競選季軍 1990年 | 繼任： 鄧佩茜 |